# الاتحاد الرياضي العربي للشرطة
الاتحاد الرياضي العربي للشرطة (بالإنجليزية: Arab Police Sports Confederation)‏ يعتبر الهيئة المنظمة لأنشطة الرياضة بين اتحادات الشرطة الرياضية العربية الأعضاء ويتبع تنظيمياً مجلس وزراء الداخلية العرب.

## نبذة تاريخية
تأسست المنظمات المتعددة لتعمل على مكافحة الجريمة وعلى رأسها المنظمة العربية للدفاع الاجتماعي ومكافحة الجريمة وتفرعت منها عدة مكاتب ولجان تعمل في إطار هذه المنظومة، الأمر الذي استدعى إنشاء تنظيم رياضي يندرج في هذا الإطار للاهتمام برجال الأمن والعاملين معهم من المدنيين حتى اتخذ قرار بتاريخ 2 ديسمبر1975 خلال اجتماع قادة الشرطة العرب في مدينة طرابلس في ليبيا تم بموجبها بتكليف اللواء / سليم جرادة سوريا والعميد / فهمى عارف العراق بإعداد مسـودة نظـام تكون اساس للعمل تجاه تأسيس اتحاد الشرطة الرياضي العربي على أن يطرح للمناقشة مع متخصصين في مجال الرياضة. وقد عقد أول اجتماع لهذا الغرض في 2 مايو1975 بمدينة بغداد واعتبر الاجتمـاع التأسيسي لقيام الاتحاد وحضره خمس عشرة دولة هي ( البحرين – العراق – مصر – الكويت – الأردن – الإمارات – ليبيا – المغرب – اليمن الديمقراطية – سوريا – اليمن العربية – السودان – الصومال – فلسطين ) وقد تم اقرار النظام الأساسي والمالي للاتحاد في الاجتماع العادي لقادة الشرطة العرب الذي عقد في بغداد بتاريخ 25 إبريل1976 والذي بدوره اعتمد قيام أول تنظيم رياضي شرطي تحت مسمى الاتحاد الرياضي العربي للشرطة على أن تكون بغداد مقراً للاتحاد وأن تكـون الرئاسة بالتناوب وفقاً للترتيب الأبجدي للدول الأعضاء، ومضت الرئاسة على هذا النحو وفقاً للنظام الأساسي إلى أن تم تعديله بداية مـن عـام 1979م لتكـون الرئاسة بالانتخاب وتحديد مدة الرئاسة أربع سنوات والأمانة العامة تتبع دولة المقر وكذا الأمين العام، وكان العميد / فهمي صبري من العراق أول أمـين عـام للاتحاد حتى 20 سبتمبر1990 حين انتقل المقر للقاهرة وقد تم ترشيح السيد اللواء / محمد إبراهيم حسنين عمران أمينا عاما منذ ذلك الوقت وحتى عام 2006م وأثناء ذلك تم وضـع حجـر الاساس للمقر الجديد الذي افتتح في مدينة القاهرة عاصمة جمهورية مصر العربية يوم 2 أكتوبر1990 ثم تولى منصب الامين العام السيد اللواء / حسنين عمران حتي عام 2006 ثم السيد اللواء / محمد أحمد محمد صبيح فودة حتي عام 2012 ثم السيد اللواء/ أحمد رجائي أمين منذ نوفمبر 2012 وحتى الآن منصب الأمين العام للإتحاد الرياضي العربي للشرطة.

## أهداف الاتحاد
1. تطوير روابط التعاون بين اتحادات الشرطة الأعضاء وتنمية علاقات الأخوة بين العاملين في المجال الشرطي والأمني بما يحقق دعم الحركة الرياضية العربية.
2. نشر الرياضة بين العاملين في الشرطة والأمن وتشجيعهم على ممارستها بقصد تنمية قدراتهم البدنية والذهنية.
3. تنمية الثقة المتبادلة بين المجتمع والشرطة من خلال اللقاءات الرياضية التي ينظمها.
4. التنسيق بين أعضاء الاتحاد والمساهمة في كل ما يؤدي إلى توحيد وتطوير التشريعات والنظم والمناهج والبرامج الرياضية وطرق تنفيذها.
5. العمل على توفير الفرص لتبادل الزيارات والخبرات بين أعضاء الاتحاد ومساعدة ودعم الأعضاء بكل ما من شأنه رفع مستوى الرياضة وكوادرها التنظيمية والفنية والإدارية وتأمين التجهيزات والمعدات والأدوات الفنية المتطورة وإقامة المنشآت الرياضية.
6. تنظيم الدورات والبطولات والمسابقات والمهرجانات بين فرق الشرطة العربية في مختلف المجالات والمشاركة في المسابقات الدولية مع كافة الهيئات العاملة في هذا المجال.
7. تنظيم الحلقات الدراسية بالدورات العلمية والفنية والندوات والمؤتمرات والاشتراك بها.
8. تطبيق قوانين الاتحادات الدولية في جميع الألعاب الرياضية.
9. التنسيق مع الاتحادات الدولية والقارية والإقليمية لدعم الحركة الرياضية في أوساط الشرطة العربية.

## الهيكل التنظيمي
- الجمعية العمومية.
- المكتب التنفيذي.
- الأمانة العامة.
- اللجان الفرعية.

## الجمعية العمومية
- هي السلطة العليا للاتحاد الرياضي العربي للشرطة.
- يتولى رئاسة جلسات الجمعية العمومية رئيس المكتب التنفيذي، وفي حال غيابه يتولى رئاسة الجلسة نائب الرئيس وفي حال غيابهما ينوب عنهما الأمين العام.

## المكتب التنفيذي
ويتشكل من:
- الرئيس، ويتولى المنصب في الدورة الحالية 2016-2020 العميد / خالد بن حمد العطية من دولة قطر.
- نائب الرئيس، ويتولى المنصب في الدورة الحالية مراقب الشرطة / بوأحمد بوبكر من الجمهورية الجزائرية الديمقراطية الشعبية.
- الأمين العام، ويتولى المنصب في الدورة الحالية اللواء / أحمد رجائي أمين من جمهورية مصر العربية.
- ستة أعضاء تنتخبهم الجمعية العمومية كل أربع سنوات والأعضاء الستة في الدورة الحالية 2016-2020 هم: [العميد/ سمير صابر باكير من الأردن، العميد/ محمد حميد دلموج الظاهري من دولة الإمارات العربية المتحدة، العميد/ سلطان الودعاني من المملكة العربية السعودية، العميد/ سعود عبد الله الخضر من دولة الكويت، العميد/ حسين محمد خشفه من لبنان، المراقب العام محمد بوزفور من المملكة المغربية].

## الأمانة العامة
يتولاها الأمين العام / أمين الصندوق، ويتم اختياره بترشيح دولة المقر والتصديق عليه من الجمعية العمومية.

## اللجان الفرعية
يتولى المكتب التنفيذي تشكيل أعضاء اللجان الفرعية، وهي أربع لجان على النحو الاتي:
1. اللجنة الفنية:

يرأسها في الدورة الحالية العميد / سلطان الودعاني من المملكة العربية السعودية وفي عضويتها كل من: العقيد / وليد الشهاب من دولة الكويت، العقيد/ ائل حسني من جمهورية مصر العربية, العميد / أحمد حمدان الزيودي من دولة الإمارات العربية المتحدة, العقيد / محمد رجب داير الليل من دولة ليبيا، الملازم / عبد الله درويش أشكناني من دولة قطر.
1. اللجنة الإعلامية:

يرأسها في الدورة الحالية العميد / خالد بن حمد العطية من دولة قطر, وفي عضويتها كل من: العقيد / خالد عبد العزيز الخياط من مملكة البحرين، العميد / مهدي شواي مريهج من جمهورية العراق, المراقب العام /عبدالإله لطفي من المملكة المغربية, محافظ شرطة عام / سامي فرج بوزيد من تونس، العقيد / عبد الغني علي الوجيه من الجمهورية اليمنية.
1. لجنة تنمية الموارد:

يرأسها العميد / سمير صابر باكير من المملكة الأردنية الهاشميةوفي عضويتها كل من: العقيد / بسام فوزي جميل جبر من دولة فلسطين اللواء / كريم الدين مبارك الخليفة من جمهورية السودان، عميد الشرطة / حميدي منير من الجمهورية الجزائرية الديمقراطية الشعبية، العميد / عادل عبد الرحمن الحمادي من دولة الإمارات العربية المتحدة, الرائد / خالد ناصر من الجمهورية اللبنانية النقيب / وائل محمد خميس المعراج من مملكة البحرين.
1. لجنة الشرطة النسائية:

يرأسها العميد / حسين محمد خشفه من الجمهورية اللبنانية، وفي عضويتها كل من: العميد دكتورة / هبه بدر عبد القادر علي يوسف من جمهورية مصر العربية، اللواء عامر خضير عباس من جمهورية العراق، محافظ الشرطة / معوش سهام من الجمهورية الجزائرية الديمقراطية الشعبية، محافظ شرطة عام / عبد الرزاق لجنف من الجمهورية التونسية, نقيب شرطة / بدور فاضل الأستاذ من دولة الكويت، الملازم أول / عبد الله خميس الحمد من دولة قطر.

## الدول الأعضاء
في عضوية الاتحاد الرياضي العربي للشرطة 22 اتحاد شرطي رياضي من 22 دولة عربية هي:
- السعودية.
- الكويت.
- البحرين.
- الإمارات العربية المتحدة.
- عُمان.
- قطر.
- اليمن
- الأردن.
- سوريا.
- فلسطين.
- لبنان.
- مصر.
- السودان
- الصومال
- الجزائر
- تونس
- العراق
- المغرب
- ليبيا
- جزر القمر
- موريتانيا
- جيبوتي

## روابط خارجية
- الموقع الرسمي للاتحاد الرياضي العربي للشرطة
- موقع مجلس وزراء الداخلية العرب
- حساب الاتحاد الرياضي العربي للشرطة على تويتر
- حساب الاتحاد الرياضي العربي للشرطة على الإنستقرام
- حساب الاتحاد الرياضي العربي للشرطة علي قناه اليوتيوب